# Methylococcus capsulatus
Methylococcus capsulatus — облігатно-метанотрофна грам-негативна коковидна бактерія роду Methylococcus, що використовує метан як єдине джерело вуглецю, використання метану інгибуєтся присутністю іонів амонію.
Бактерії цього виду здатні також використовувати метанол, формальдегід і мурашину кислоту. Беруть участь в процесі круговороту вуглецю на планеті, використовуючи газоподібний метан для своєї життєдіяльності. Унікальним ферментом, що здійснює першу стадію окислення метану, є метанмонооксигеназа, присутня в клітинах Methylococcus capsulatus в двох формах: розчинній і зв'язаній з мембраною, що складається з трьох субодиниць та містить мідь в активному центрі. Здібні до фіксації атмосферного азоту, здатні до нітрифікації (за допомогою розчинної і зв'язаною з мембраною метанмонооксигенази, що не має строгої специфічності до субстрату) і денітрифікації. Є аеробами і синтезують цитохроми. Також бактерії виду здатні синтезувати стероли.

## Геном
Геном Methylococcus capsulatus представлений кільцевою дволанцюжковою молекулою ДНК разміром 3304561 пар основ, що містить 3052 гени, з яких 2956 кодують білки, вміст ГЦ становить 63 %. Геном спеціалізований для метанотрофії і містить генетичну інформацію, що відповідає за невідомі метаболічні шляхи, що імовірно є ключовими в метанотрофії, і гени метанмонооксигеназ, що повторюються. Також з'ясовано, що експресія метанмонооксигенази контролюється іонами міді.

## Застосування
За рахунок своєї здатності використовувати метан як єдине джерело вуглецю, а також окисляти такі ксенобіотики як трихлоретилен, перспективним є використання Methylococcus capsulatus в біоремедіації, також цей мікроорганізм може використовуватися в мікробіологічному синтезі деяких хімічних речовин і біотрансформації.

## Ресурси Інтернету
- Methylococcus capsulatus [Архівовано 20 червня 2009 у Wayback Machine.]
- Methylococcus Foster and Davis 1966, genus
- Methylococcus capsulatus Bath Genome Page[недоступне посилання з лютого 2019]
- Genome Project Methylococcus capsulatus str. Bath